# Barrio

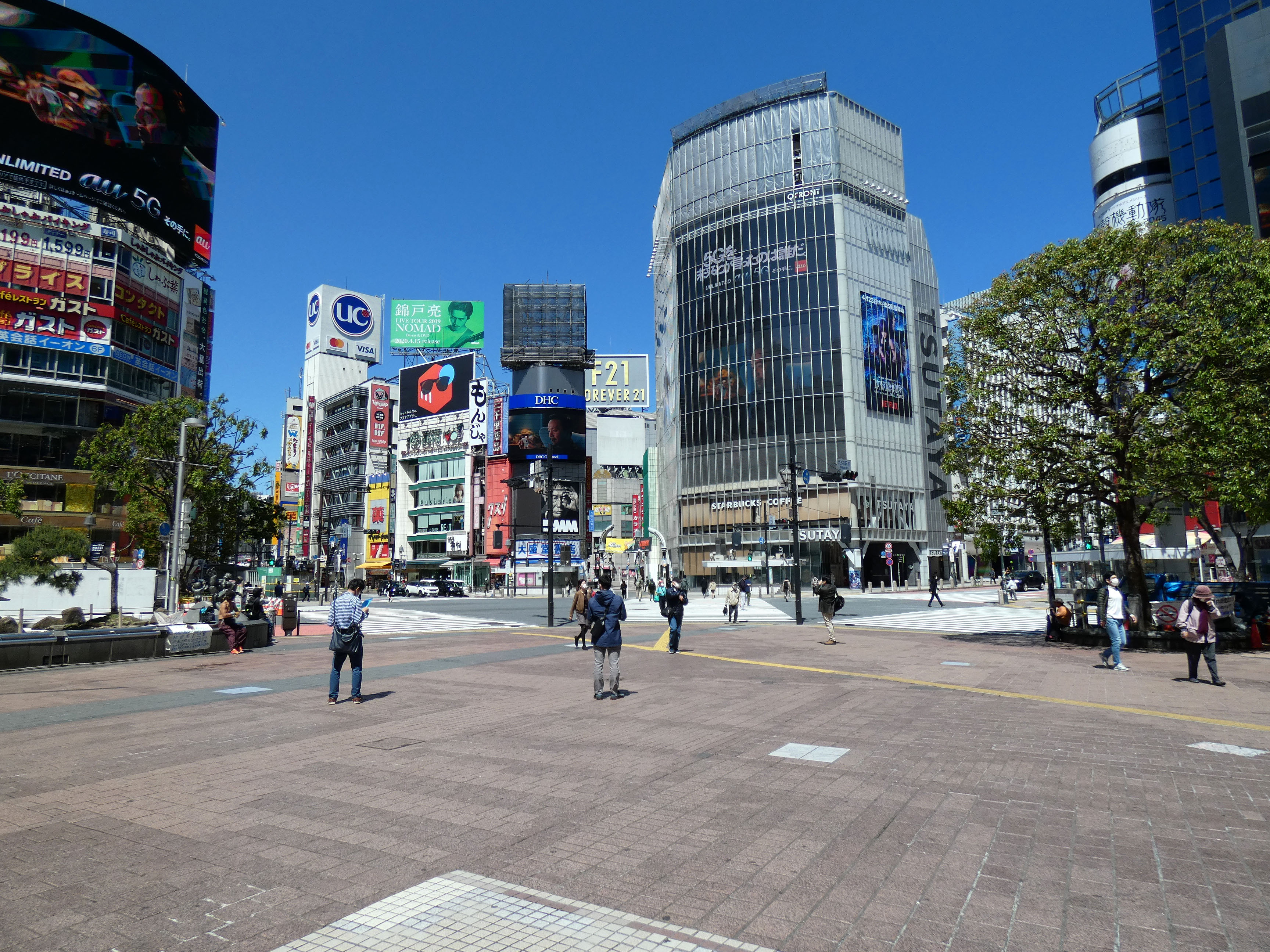
Shibuya, es uno de los 23 barrios especiales de Tokio.

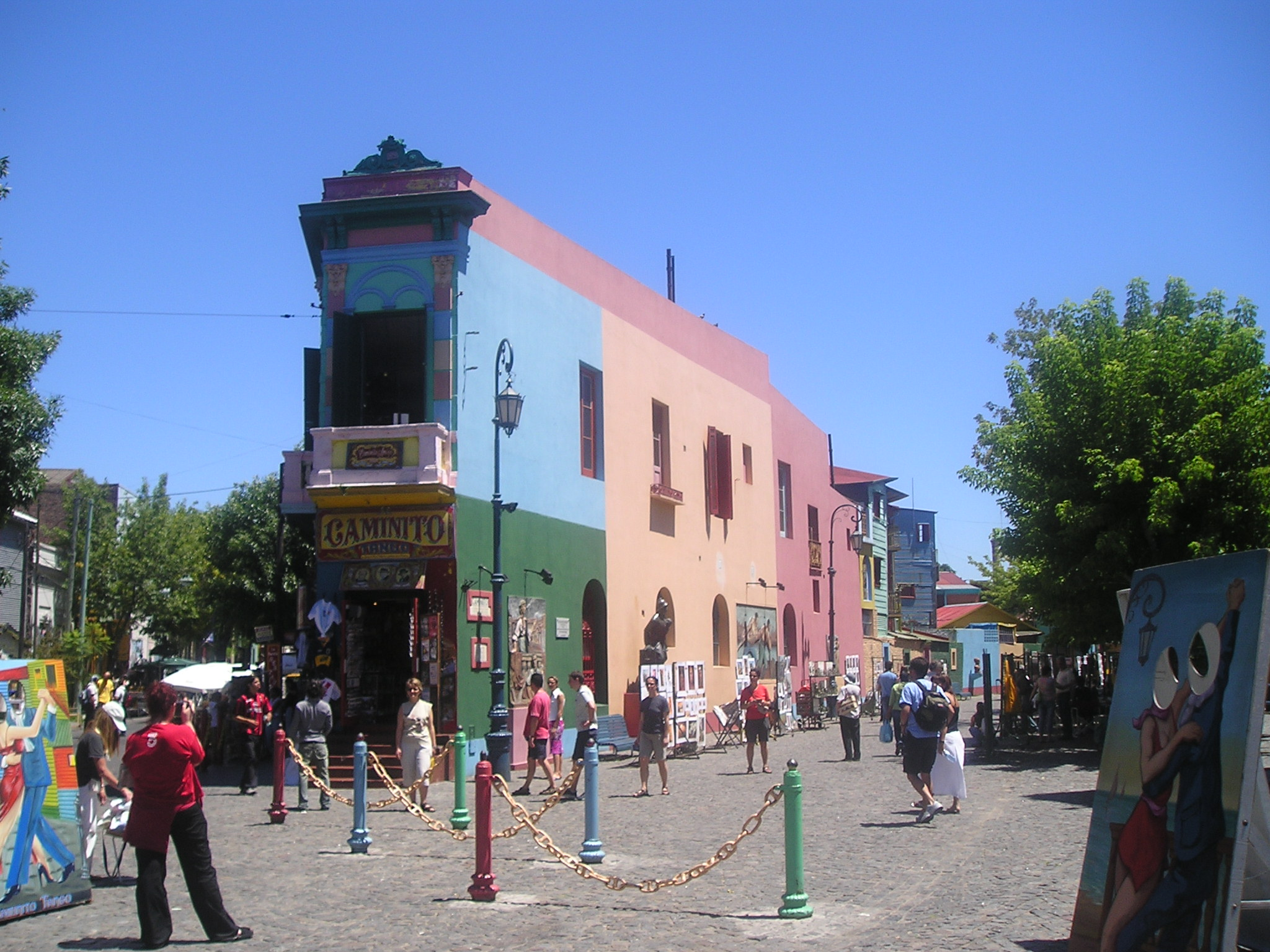
La Boca, uno de los barrios de Buenos Aires.

Un barrio (del árabe hispánico bárri, ‘exterior’, y este del árabe برّيّ barrī, ‘salvaje’) o colonia (en países que fueron parte del Virreinato de Nueva España), es toda subdivisión, con identidad propia, de una ciudad, pueblo, parroquia o centro poblado. Su origen puede ser una decisión administrativa, inferior al municipio y al distrito, una iniciativa urbanística (p. ej. el conjunto de casas que una empresa construye para los obreros de una de sus fábricas) o, simplemente, un sentido común de pertenencia de sus habitantes basado en la proximidad o historia, y muchas veces reforzado por el antagonismo con otro barrio contiguo. No debe confundirse con «vecindario», puesto que este último implica «condición de vecino» o de proximidad más directa.
Las ciudades y sus barrios no son solamente una suma de edificios, sino sobre todo un conjunto de relaciones sociales desarrolladas por sus habitantes. Las ciudades y sus barrios se caracterizan por una amplia variedad de grupos sociales y estilos de vida. Una estructura urbana representa un conjunto urbano que adquiere un orden formal, de modo que la misma no está ligada a un fenómeno aleatorio, sino a una intervención dominada y entendida como tal. La estructura urbana es al conjunto urbano lo que la composición arquitectónica es para un edificio. Este concepto es común tanto a la arquitectura como a los conjuntos urbanos. La principal propiedad de la composición es que transforma un conjunto posiblemente disperso en un todo coherente, resolviendo las contradicciones que surgen cuando los requisitos y condiciones del proyecto son numerosos. Las formas espaciales y las composiciones urbanas se construyen a lo largo del tiempo, más largo que el de la composición arquitectónica.

## Origen
Los primeros asentamientos urbanos tuvieron su origen en el segundo milenio a. C. en el margen de los ríos Tigris, Éufrates y Nilo; antes del año 2000 a. C., surgen también en el valle del Indo. Con la expansión de las civilizaciones en el Mediterráneo, surgieron las ciudades griegas y romanas, que se caracterizaban por la mayor concentración de la población. En la Edad Media florecieron las urbes árabes, en tanto que en las áreas de influencia cristianas los diferentes barrios se formaron, en un principio, alrededor de castillos o iglesias, que proveían protección ante el pillaje. Cuando se desarrollaron los poderes seculares, que otorgaban seguridad por sí mismos, se diversificaron las barriadas. De esta manera, los barrios más pudientes crecieron en forma de «bastida», con un entramado de calles y edificios ortogonal —modelo exportado a la América colonial—. La posterior Revolución Industrial en el siglo XVIII aumentó de forma exponencial los habitantes de los núcleos industriales, lo que concentró a los nuevos obreros en asentamientos sin planificación urbanística y construidos rápidamente. La tendencia continúa desde entonces, en detrimento de las poblaciones rurales.
En otras partes del mundo, como Asia, las grandes ciudades siguieron desde principios del siglo XX lo que después sería conocido como Nuevo urbanismo. Este tipo de urbanismo consiste en la gran densidad, los edificios compactos y el uso intensivo de transporte público. Algunos ejemplo son Hong Kong, Tokio o Tel Aviv, que tomaron ejemplos de los barrios de metrópolis occidentales pero siguiendo un tejido más orgánico, alejándose de la distribución totalmente ortogonal. De este modo, las barriadas suelen formar distritos que presentan un corredor principal. Este modelo urbano se centra en principalmente en el desarrollo del barrio céntrico de la ciudad.

### Segregación social
Existen diferencias acentuadas en el urbanismo de los barrios que alojan a clases adineradas u obreras. Esto se puede apreciar especialmente en las grandes ciudades de países en vías de desarrollo. Algunos ejemplos que muestran diferentes tipos de edificios y estructuras según su jerarquía dentro de la misma urbe se pueden encontrar en Madrid (barrio de Salamanca en contraposición con, por ejemplo, Usera), Ciudad de México (Coyoacán e Iztapalapa) o Bogotá (Usaquén y Ciudad Bolívar). En esta coyuntura, algunas administraciones locales optan por la gentrificación, como es el caso de Shanghái que, ante su problema de sobrepoblación, decidió limitar a 3200 kilómetros cuadrados su suelo urbanizable. De esta manera, la ciudad proyectó un plan para 2035 en el que se incluiría demoler edificios antiguos y pequeños por urbanizaciones de lujo, lo que desplazaría al 40 % de la población inmigrante que la habita.
En Latinoamérica se pueden encontrar barrios cerrados, áreas residenciales rodeadas por muros o barreras que cuentan con vigilancia constante. Su objetivo es proteger a los habitantes y evitar que individuos desconocidos puedan ingresar, y suelen estar motivados por la alta delincuencia, inestabilidad o violencia. Pese a que no están dirigidos a grupos socioeconómicos concretos, estas zonas son comúnmente pobladas por familias de clase media-alta, que suelen buscar relacionarse con personas de su mismo eslabón social o bien una mayor seguridad ciudadana. Debido a que se encuentran en áreas suburbanas, donde se alojan también los barrios más desfavorecidos, el contraste social se acrecienta.

## Localismos

### México
En México, a los barrios de las ciudades se les denomina colonias; la Ciudad de México, en particular, está dividida, administrativamente, en delegaciones que, a su vez, se subdividen en colonias, pero algunas colonias muy antiguas siguen llamándose barrio, incluso oficialmente: Barrio de San Diego, Barrio de San Mateo Churubusco, Barrio de San Lucas, Barrio de Santa Catarina. La mayoría utiliza el nombre de colonia como las reconocidas, Colonia del Valle, Colonia Roma, Colonia Polanco, Colonia Nápoles, Colonia San José Insurgentes, etcétera. En algunos estados de México, como Yucatán —así como en zonas pobres de Cuba—, también se les denomina repartos.

### Argentina
En la República Argentina, barrio es el nombre que se le da a la entidad en la que se dividen distintas secciones de una ciudad. Por ejemplo, la Ciudad de Buenos Aires, está dividida en 48 barrios los cuales se encuentran dentro de 15 comunas y la Ciudad de Santa Fe está dividida en 127 barrios los cuales se encuentran dentro de 8 distritos. También, en las letras de tango, se suele oponer el barrio (o «rioba», en vesre) al centro de la ciudad.

### Estados Unidos

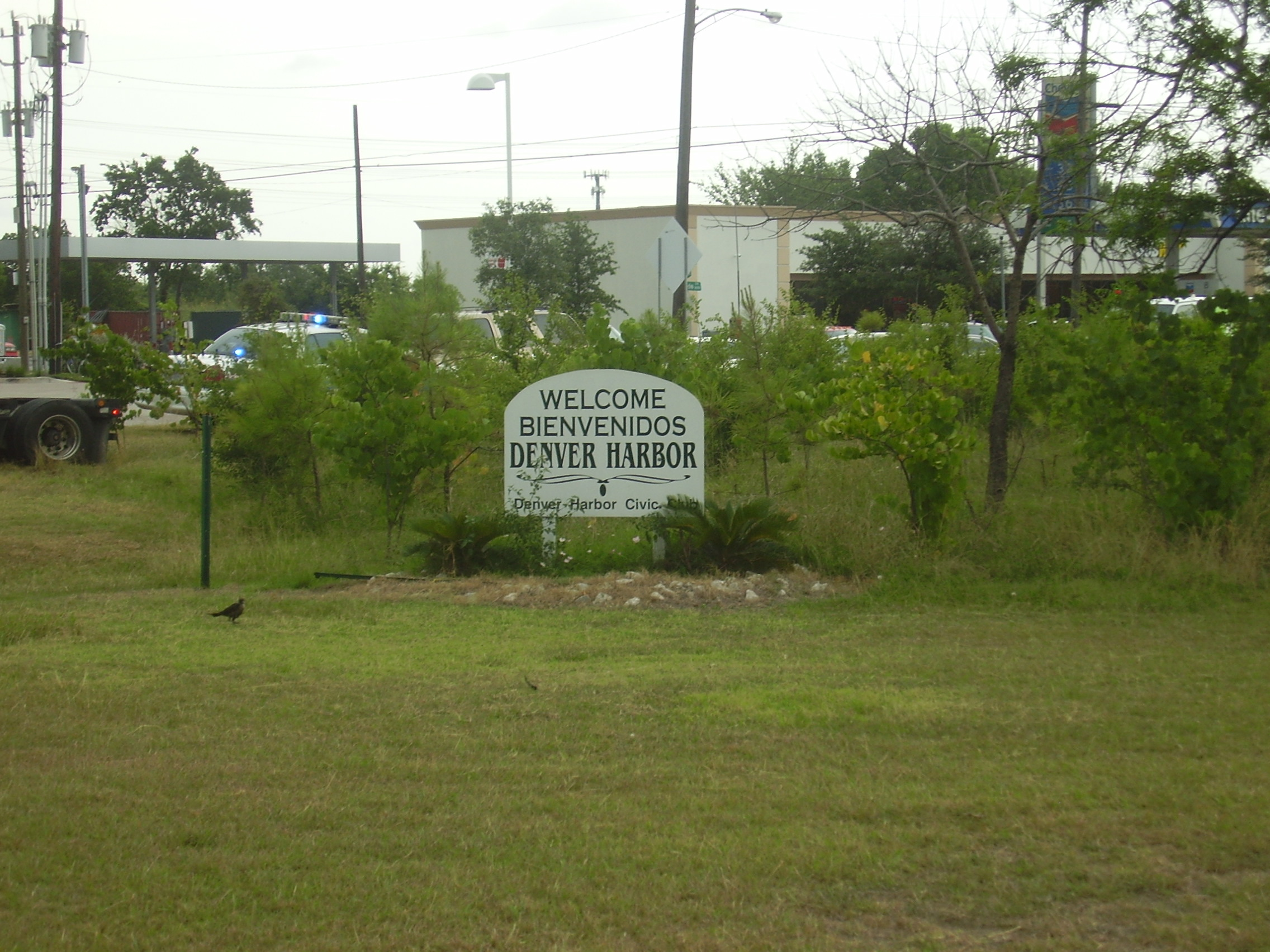
Letrero del barrio Denver Harbor en Houston (Texas, Estados Unidos).

En Estados Unidos se ha adoptado la voz española para designar a los barrios de las ciudades estadounidenses habitados predominantemente por inmigrantes hispanos. En particular El Barrio de Nueva York es un barrio de más de 100 000 habitantes en el noreste de la isla de Manhattan.

## Barrios no oficiales

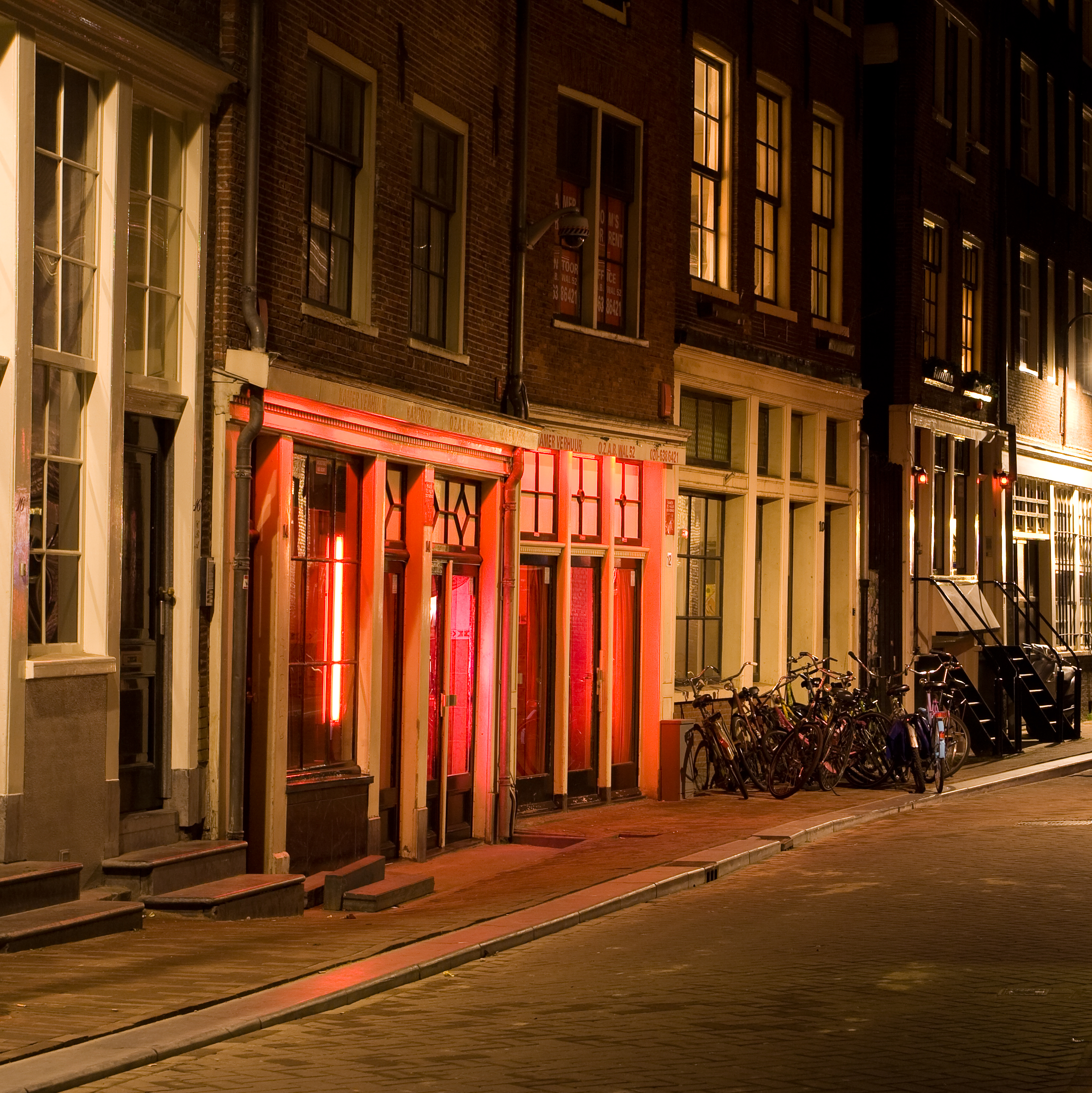
Barrio rojo de Ámsterdam.

En diversas ciudades algunos de sus sectores reciben el nombre informal de barrio aunque dicho sector se encuentre ubicado dentro de otro barrio oficial o incluso abarque más de uno o diferentes partes. Tal suele ser frecuentemente el caso de los barrios chinos, originados de los fenómenos migratorios del siglo XX, que además de albergar a población extranjera cuentan con edificios y estructuras propios de su cultura.
Un par de ejemplos interesantes son el Barrio "bravo" de Tepito en Ciudad de México, ubicado en la intersección de las colonias Morelos y Guerrero al norte del centro histórico de la ciudad y el Barrio de La Lagunilla ubicado entre las colonias centro histórico y Guerrero.
Otro ejemplo es el Barrio Latino de París que cubre el V distrito y parte del VI distrito. También está el barrio Leopold (en francés: Quartier Léopold) que cubre las áreas de los municipios de la ciudad de Bruselas, Etterbeek, Ixelles y Saint-Josse-ten-Noode en Bélgica. El barrio contiene el Parlamento Europeo y otras oficinas de la Unión Europea por lo que una parte considerable de su superficie ha pasado a llamarse Barrio europeo de Bruselas.
Un barrio rojo o zona de tolerancia es donde se concentran la prostitución u otros negocios relacionados con la industria del sexo. Se conocen algunos orígenes del término en relación con el empleo de luces rojas para que los clientes pudiesen identificar la naturaleza de los negocios. Otras áreas urbanas cuya población es en un alto porcentaje de personas, del colectivo LGBT, son denominadas como barrio gay. Este tipo de barrios además frecuentemente contienen una serie de establecimientos de ambiente como bares gay, discotecas gay, saunas, restaurantes, librerías u otros negocios orientados a este público.

### En América Central y América del Sur
En Panamá y República Dominicana se denomina barrio a cada una de las zonas deprimidas de las ciudades, caracterizadas por la construcción de viviendas precarias y la carencia parcial o total de servicios básicos; corresponde a lo que en que en otros países denominan: favela (Brasil); chabolas (España); villa miseria (Argentina); cantegril (Uruguay); población callampa (Chile); pueblo joven (Perú); Invasión o asentamiento (Colombia y Ecuador); Chacarita (Paraguay).

## Barrios educadores
Los barrios educadores son aquellos que tomando el ejemplo de las Ciudades Educadoras promovidas por la UNESCO, se asumen como entidades que fomentan intencionalmente la educación permanente de sus habitantes, de tal manera que el barrio forma a sus habitantes y estos humanizan las condiciones del barrio.
En mayo de 2015,  en la colonia “Santa Fe”, Barrio “El Flamenco”, en San Juan Bautista Tuxtepec, Oaxaca, México, el comunicador y gestor cultural Luis Fernando Paredes Porras, el escritor y educador  Abel Pérez Rojas y la coreógrafa Eréndira Armas Aguirre, redactaron la Carta del Barrio Educador, el cual se ha convertido en un documento de consulta para guiar los esfuerzos de los barrios con vocación formativa.